# Valeri Kókorev
Valeri Ivánovich Kókorev (en ruso: Валерий Иванович Кокорев; en bielorruso: Валерый Іванавіч Кокараў, Valery Ivánavich Kókarau; Bulgaria, 25 de junio de 1950-8 de octubre de 2020) fue un político de Bielorrusia. Asumió el cargo de vice primer ministro de Bielorrusia desde el 17 de agosto de 1994 hasta el 21 de septiembre de 2001. Se convirtió en el primer ministro adjunto del país el 23 de agosto de 2004.